# Prasinocyma angulilinea
Prasinocyma angulilinea är en fjärilsart som beskrevs av W. Warren 1912. Prasinocyma angulilinea ingår i släktet Prasinocyma och familjen mätare. Inga underarter finns listade i Catalogue of Life.